# Karel Janouch
Karel Leonid Janouch (26. října 1890 Nové Město – ?) byl československý legionář, důstojník, příslušník československé zahraniční armády během druhé světové války a politický vězeň komunistického režimu v Československu.

## Život

### Před první světovou válkou
Karel Janouch se narodil 26. října 1890 v Novém Městě u Chlumce nad Cidlinou ve středostavovské rodině. Vychodil obecnou školu, tříletou měšťanskou školu v Chlumci nad Cidlinou a vystudoval střední hospodářskou školu v Chrudimi, kde v roce 1909 maturoval a získal kvalifikaci agronoma. Následně studoval na filosofické fakultě univerzity v Breslau, studia ale po dvou semestrech ukončil. V roce 1911 byl povolán k prezenční službě v c. a k. armádě, kterou vykonal v Přemyšlu.

### První světová válka
Po vypuknutí první světové války narukoval Karel Janouch k 1. srpnu 1914 opět do Přemyšlu, kde sloužil při obraně zdejší pevnosti. Po jejím pádu do ruských rukou dne 22. února 1915 padl do zajetí i on. Internaci trávil v Taškentu, kde také podal přihlášku do legií a kam byl přijat v srpnu 1916. Prošel několik střeleckých pluků a od nižších velitelských funkcí se propracoval až k velení roty. Bojoval u Zborova, u Tarnopolu, Penzy, Lipjag, Samary, Buzuluku a Nikolajevsku, absolvoval Sibiřskou anabázi. Do Československa se vrátil v červnu 1920 v hodnosti nadporučíka.

### Mezi světovými válkami
Po návratu do Československa sloužil Karel Janouch jako velitel roty v Užhorodu, v roce 1922 se přesunul do Pardubic, kde zastával post brigádního náčelníka štábu a pobočníka velitele svazku. Od roku 1925 působil ve Vysokém Mýtě až na léta 1931 - 1933, kdy velel praporu v Žamberku. Průběžně si zvyšoval kvalifikaci a hodnostně stoupal. V období Všeobecné mobilizace v roce 1938 velel pěšímu pluku 80, poté působil jako styčný důstojník pro okres Polička. Dosáhl hodnosti plukovníka.

### Druhá světová válka

#### Francie
Po německé okupaci byl Karel Janouch k 25. dubnu 1939 propuštěn z armády. Nakrátko se zapojil do činnosti Obrany národa, na konci července téhož roku ale odešel do Polska, kde v srpnu vstoupil do československé zahraniční armády. Přesunul se do Francie, kde se v Agde stal velitelem mise pro organizaci československého zahraničního vojska, následně pak velitelem 1. československého pěšího pluku. S ním se během bitvy o Francii zúčastnil ústupových bojů.

#### Velká Británie
K 21. září 1940 byl Karel Janouch přeložen mimo činnou službu a byl zaměstnán jako civilní osoba v Army Service Depot N° 2. V roce 1943 požádal o povolení ke vstupu do britské domobrany, což mu bylo v červenci 1943 souhlasem prezidenta Edvarda Beneše umožněno. Společně se Lvem Prchalou se angažoval ve věci vzniku československé jednotky v americké armádě.

### Po druhé světové válce
Karel Janouch byl přeložen do výslužby k 1. září 1946. Dne 31. března 1950 byl zatčen Státní bezpečnostní a uvězněn v Praze. Dne 27. září 1951 byl odsouzen ke 22 letům vězení dle § 5, odst. 2 zákona 231/1948 Sb. Jeho další osudy nejsou známy.

## Vyznamenání
- Československý válečný kříž 1914–1918
- Řád sokola s meči
- Československá revoluční medaile
- Československá medaile Vítězství
- Řád svatého Jiří 4. stupně